# Borough de Lake and Peninsula
Le borough de Lake and Peninsula (Lake and Peninsula Borough en anglais) est un borough de l'État d'Alaska aux États-Unis, s'étendant en partie sur la péninsule d'Alaska dans le Sud-Ouest de l'État.
C'est le comté américain le moins densément peuplé.

## Démographie
| 1990  | 2000  | 2010  |
| ----- | ----- | ----- |
| 1 668 | 1 823 | 1 631 |

## Villes et localités
- Chignik
- Chignik Lagoon
- Chignik Lake
- Egegik
- Igiugig
- Iliamna
- Ivanof Bay
- King Salmon[2]
- Kokhanok
- Levelock
- Newhalen
- Nondalton
- Pedro Bay
- Perryville
- Pilot Point
- Pope-Vannoy Landing
- Port Alsworth
- Port Heiden
- Ugashik

## Rivières et lacs
- Lac Becharof
- Six Mile Lake
- Rivière Newhalen
- Rivière Alagnak

## Autres lieux
- Novarupta (volcan)
- Vallée des Dix Mille Fumées, (zone volcanique, dans le Parc national et réserve de Katmai)
- Tanalian Mountain
- Telaquana Mountain
- Savonoski River Archeological District et Old Savonoski Site